# 過百齢
過 百齢（か ひゃくれい）は、中国明代17世紀の囲碁棋士。詰碁・手筋などを集めた『官子譜』でその名を知られる。名は文年、字は百齢。中国において国手と呼ばれている。
『無錫県誌』でも過についての記述があり、清朝の時に秦松が「過百齢伝」を著している。
常州府無錫県梁渓の名家に生まれ、幼時から聡明で、11歳のときに人の打っているのを見て碁を覚え、急速に実力をつける。福清県の出身の葉向高という碁に長けた者が無錫を通ったときに百齢と対局し、百齢が勝ったので驚き、北上に同行を誘うが学業を理由に断る。その後百齢はますます腕を上げ、その名は江南に響き渡った。何年かして北京の貴族もその名が伝わり、百齢を北京に招く。当時北京には林符卿という名手がいたが、百齢はこれに勝って第一人者との評価を得るが、その後また無錫に戻る。晩年には、百齢を凌ぐほどの力をつけた周懶予との対局が「過周十局」として知られる。
著書に『官子譜』『三子譜』『四子譜』がある。林符卿・周懶予・汪漢年・周東侯・汪幼清・盛大有などの協力で作られ、世に広まって、特に『官子譜』は幾度もの校訂を経て後々まで囲碁を学ぶために使われている。百齢によって、清朝初期の黄龍士らの囲碁レベルの飛躍的な向上の基礎が作られた。